# Латинский язык

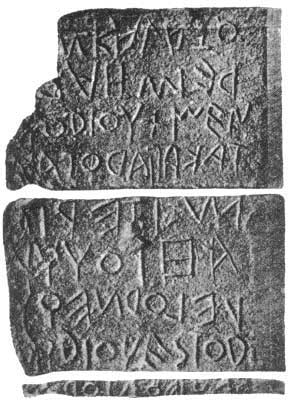
Lapis Niger — один из наиболее ранних памятников с надписью на латинском языке

Лати́нский язы́к (самоназвание — lingua Latina, по названию области Лаций), или латы́нь — язык древних римлян, употреблявшийся в Римской империи. Это язык латино-фалискской ветви италийских языков индоевропейской языковой семьи; на сегодняшний день единственный ещё употребляемый (не разговорный) из древних италийских языков, хотя и употребляется он ограниченно. Современными потомками латыни являются романские языки, тогда как другие италийские языки исчезли, не оставив потомков.
Латинский язык является одним из наиболее древних письменных индоевропейских языков. От латинского алфавита ведут своё начало алфавиты многих языков мира.
В наши дни латинский язык является официальным языком Святого Престола, Мальтийского ордена и города-государства Ватикан, а также отчасти Римско-католической церкви. Латынь также часто используется в медицине, фармакологии и других науках.
Большое количество слов в европейских (и не только) языках имеет латинское происхождение (см. также Международная лексика).

## Название
Название латинского языка — lingua Latina — происходит от названия народа латинов, а их название, в свою очередь, происходит от наименования области Лаций на Апенинском полуострове (современная Италия).

## Письменность
| буква | латинское название | основной аллофон (МФА) |
| ----- | ------------------ | ---------------------- |
| A a   | ā                  | [a]                    |
| B b   | bē                 | [b]                    |
| C c   | cē                 | [k]                    |
| D d   | dē                 | [d]                    |
| E e   | ē                  | [ɛ]                    |
| F f   | ef                 | [f]                    |
| G g   | gē                 | [g]                    |
| H h   | hā                 | [h]                    |
| I i   | ī                  | [i]                    |
| J j   | jot                | [j]                    |
| K k   | kā                 | [k]                    |
| L l   | el                 | [l]                    |
| M m   | em                 | [m]                    |

| буква | латинское название       | основной аллофон (МФА) |
| ----- | ------------------------ | ---------------------- |
| N n   | en                       | [n]                    |
| O o   | ō                        | [ɔ]                    |
| P p   | pē                       | [p]                    |
| Q q   | qū                       | [k]                    |
| R r   | er                       | [r]                    |
| S s   | es                       | [s]                    |
| T t   | tē                       | [t]                    |
| U u   | ū                        | [u]                    |
| V v   | vē                       | [w>v]                  |
| X x   | ex                       | [ks]                   |
| Y y   | ī Graeca («и греческая») | [iː]                   |
| Z z   | zēta                     | [z]                    |

- Буквы C и K обе обозначают /k/. В архаических надписях C обычно используется перед I и E, в то время как K используется перед A. В классическое время, однако, использование K было ограничено очень небольшим списком исконно латинских слов; в греческих заимствованиях каппа (Κκ) всегда передаётся буквой C. Буква Q позволяет различать минимальные пары с /k/ и /kʷ/: например, cui /kui̯/ и qui /kʷiː/.
- В ранней латыни буква C обозначала две разные фонемы: /k/ и /g/. Позже была введена отдельная буква G, однако написание C сохранилось в сокращениях ряда древнеримских имён: например, Gāius (Гай) сокращённо писалось C., а Gnaeus (Гней) — как Cn.
- В классической латыни буквы I и V (название: ū) означали как гласные /i/ и /u/, так и согласные (точнее, полугласные) /j/ и /w/. В конце Средневековья было введено окончательно различие между Ii/Jj и Uu/Vv, которое и сейчас при издании латинских текстов является необязательным. Часто используют только Ii, Uu, Vv, иногда — Ii и Vu.
- Буквы Y и Z были введены в классическую эпоху для записи слов греческого происхождения; буква W была введена в Средние века для записи слов германского происхождения.
- Полугласный /j/ регулярно удваивался между гласными, но это не показывалось на письме. Перед гласным /i/ полугласный /j/ не писался вообще: например, /ˈrejjikit/ «бросил назад» чаще писалось reicit, а не reiicit.
- Различие регистров (прописные/строчные) было введено в Средние века.

Латинский алфавит является основой алфавитов многих современных языков.
Примеры главнейших типов шрифтов, употреблявшихся для записи текстов на латинском языке (маюскул, минускул, готика, антиква).

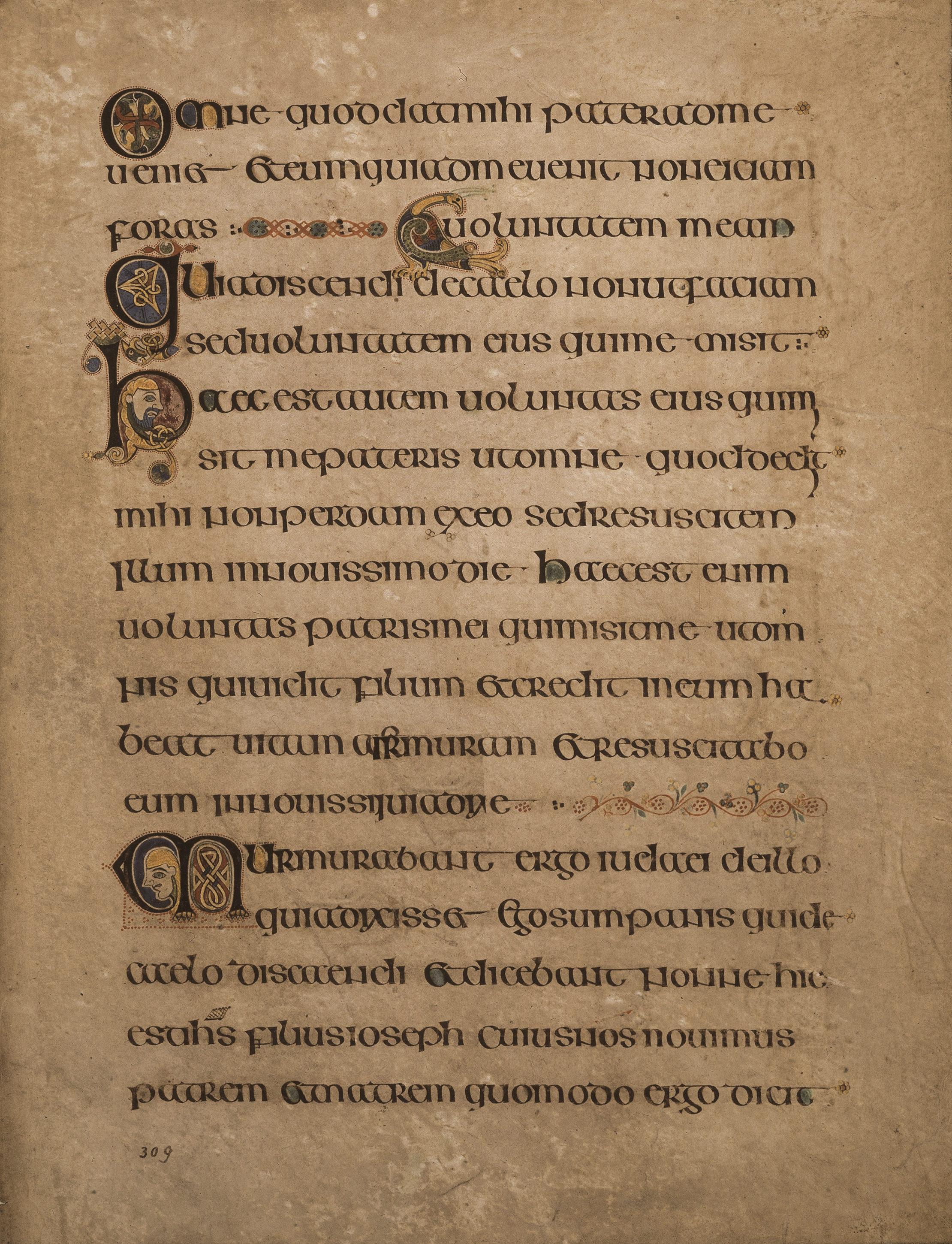
Келлская книга, пример инсулярного унциала
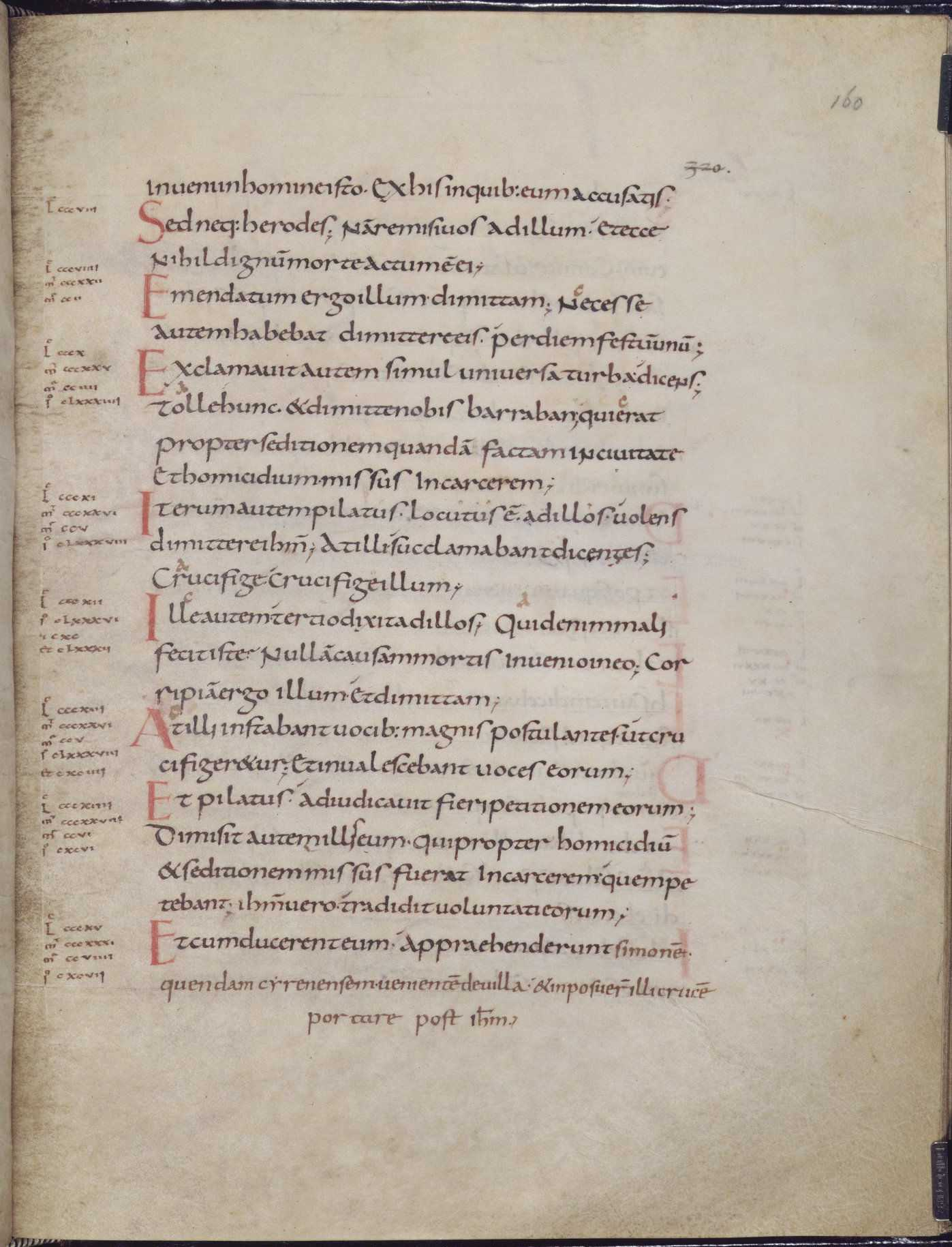
Евангелие от Луки, пример каролингского минускула
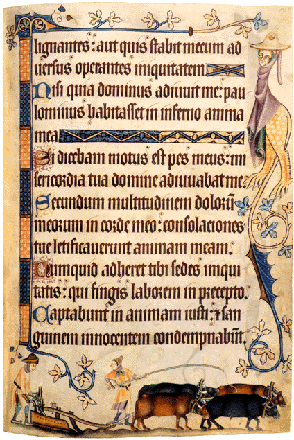
«Вульгата» (Пс.93:16–21), XIV в., пример готического шрифта
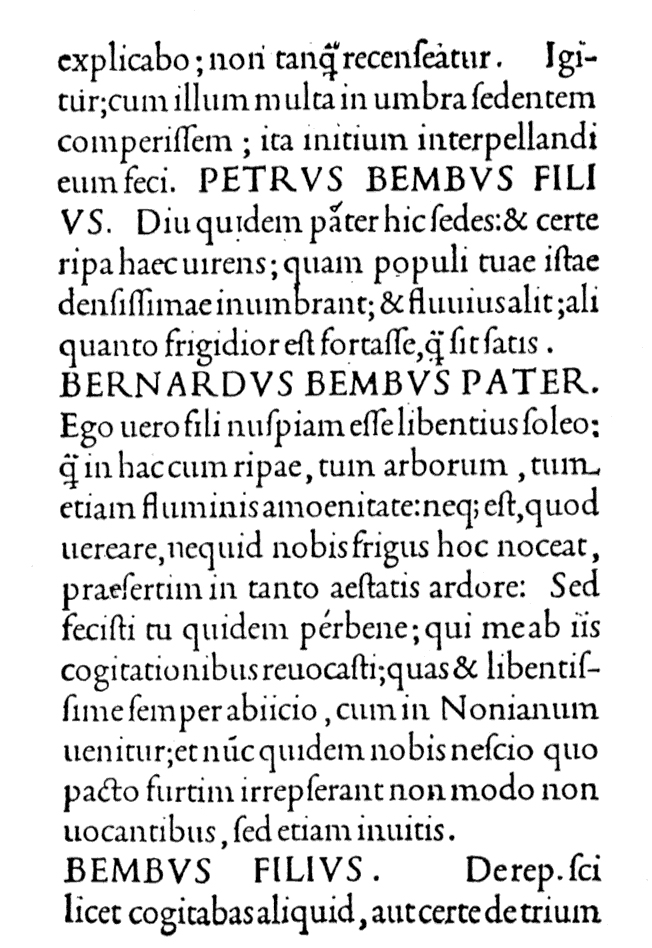
«Об Этне», 1496 г., пример антиквы

С начала эпохи книгопечатания (Библия Гутенберга, 1450-х годов) до 1540-х годов при письме латинским языком использовался готический шрифт. Одними из последних изданий готическим шрифтом на латинском языке являются: Psalterium 1542 года (при этом, основной текст набран антиквой, а комментарий — готическим шрифтом), Breviarium 1540 года, Rosarium 1525 года, Euangelium 1508 года. Издания после 1540-х годов на латинском языке встречаются только антиквой, но антиква появилась не в то же время: встречаются издания антиквой и до 1540-х годов. В готическом шрифте буква j была вариантом буквы i (если подряд записывалось две и более букв i, последняя из них выглядела как j). Буква v была начальной формой буквы u. Строчная буква r имела второй вариант начертания (очень похожий на цифру 2), который употреблялся после ряда букв, правая сторона которых была округлой. В готическом шрифте использовались также сокращения и лигатуры.

Взаимосвязь различных шрифтов латинского языка
Пример знаков, обозначающих распространённые сочетания букв на конце слов (некоторые встречаются также и в середине слов)

Ряд лигатур латинского языка повлиял на становление письменности других языков, использующих латинскую графику. Так, лигатура «n (с горизонтальной чертой над ней)», обозначавшая в латинском языке non, повлияла на форму польской буквы ń. Лигатура «ſ (с петлёй от буквы e справа)», обозначавшая в латинском языке ser, употреблялась самостоятельно в венгерском языке для обозначения звука «ж», но позже была заменена на zs.

## История
Латинский язык, наряду с фалискским (латино-фалискская подгруппа), вместе с оскским и умбрским языками (оскско-умбрская подгруппа), составлял италийскую ветвь индоевропейской семьи языков. В процессе исторического развития древней Италии латинский язык вытеснил другие италийские языки и со временем занял господствующее положение в западном Средиземноморье. В настоящее время относится к числу мёртвых языков, подобно древнеиндийскому (санскрит), древнегреческому и др.
В историческом развитии латинского языка отмечается несколько этапов, выделяемых с точки зрения его внутренних изменений и взаимодействия с другими языками. Схему разделения латинского языка на этапы заложил ещё в VI веке н. э. Исидор Севильский, который писал о четырёх латинских языках:
- древнейший, образцом которого Исидор считает песню салиев — существовал до основания Рима, когда Лацием правили Янус и Сатурн (условно его можно соотнести с латино-фалискским языком первых поселенцев);
- латинский, соответствующий тому, что сейчас зовётся «архаической латынью»;
- римский, соответствующий классической латыни;
- смешанный, соответствующий поздней латыни.

### Архаическая латынь (древнелатинский язык)
Выделение латинско-фалискского как особого языка из праиталийского языка относят примерно к XII веку до н. э. (хотя существует точка зрения, что латинско-фалискский изначально, с середины II тыс. до н. э., был особым языком, отдельным от оскско-умбрского; при этом сначала в Италии широко расселились именно латино-фалиски, но затем были оттеснены к берегам Тибра новой, оскско-умбрской волной переселенцев с севера). По мере расселения носителей по Италии этот язык распался, в свою очередь, на латинский и фалискский языки, а те — на местные диалекты (местные диалекты латинского языка, отличавшиеся от нормативного римского, иначе urbanitas «городского», у римлян впоследствии носили название rusticitas «сельских диалектов»). В начале I тыс. до н. э. на латинском языке говорило население небольшой области Лаций (Latium), расположенной по нижнему течению Тибра. Племя, населявшее Лаций, называлось латинами (Latini), его язык — латинским. Латины образовывали Латинский союз — федерацию 30 общин, во главе которой сначала стоял город Альба-Лонга, а после разрушения последнего римлянами в VII веке до н. э. — Рим (Roma). Граждане Рима называли себя римлянами (Romani), а по мере распространения гражданства на всех италийцев (88 г. до н. э.), а затем — на всех подданных империи (212 н. э.), слово «римляне» стало использоваться для наименования всех жителей империи.
Наиболее ранние письменные памятники латинского языка восходят, предположительно, к концу VI — началу V века до н. э. Это найденная в 1978 году посвятительная надпись из древнего города Сатрика (в 50 км к югу от Рима), датируемая последним десятилетием VI века до н. э., и отрывок сакральной надписи на обломке чёрного камня, найденном в 1899 году при раскопках римского форума, относящаяся примерно к 500 г. до н. э.; надпись на так называемой «пренестинской фибуле», найденной в 1871 г. в городе Пренесте недалеко от Рима; надпись на глиняном сосуде, известная как «надпись Дуэноса». Некоторые образцы древнейшей латыни дошли до нас в цитатах классических авторов, как например фрагменты ритуальных гимнов жрецов-салиев (настолько древних по языку, что они были непонятны уже во времена Цицерона; римляне относили песни к эпохе второго царя Нумы Помпилия, то есть ок. 700 до н. э., и современная лингвистика согласна с такой датировкой) и фрагменты Законов XII таблиц; следует также указать записанный в 218 г. до н. э. на мраморной доске чрезвычайно архаичный текст ритуальной песни арвальских братьев. Число памятников значительно возросло начиная с III в. до н. э., что связано с увеличением могущества Рима, покорившего в это время бо́льшую часть Италии, и подъёмом культуры и письменности в самом Риме. Римская литература зародилась именно тогда; её отсчёт ведётся с 240 г. до н. э., когда грек-вольноотпущенник Ливий Андроник поставил первую трагедию на латыни, но сочинения Ливия Андроника и его последователя Невия известны в отрывках, а вот от их младшего современника Плавта (ок. 245—184 до н. э.) сохранилось 20 комедий целиком и одна — в отрывках, что даёт возможность подробно изучать по ним язык конца III в. до н. э. К древним памятникам архаической латыни относятся также довольно многочисленные надгробные надписи и официальные документы середины III — начала II века до н. э., из которых наиболее известны эпитафии римских политических деятелей Сципионов и текст сенатского постановления о святилищах бога Вакха.
Следует иметь в виду, что язык первых римских литераторов уже в значительной мере приближается к нормам классической латыни. Вообще, граница между архаической и классической латынью условна, так как изначально носила не лингвистический, а литературоведческий характер: так как основателем нормативного литературного языка считается Цицерон, то язык всех авторов, которые писали до выхода на литературную арену Цицерона (ок. 80 г. до н. э.), и считался архаическим, хотя истинный разговорный язык был во II веке до н. э. уже вполне близок языку Цицерона. Впоследствии этот период, так сказать, предклассического латинского языка получил название «старолатинского».
Основные процессы, происходившие в языке в архаический период, перечислены ниже. 
В IV веке до нашей эры произошёл переход интервокального s (произносился как /z/) в r (ротацизм). В результате ротацизма, например, существительные III склонения с основой на s заменили его в косвенных падежах на r (им. п. ед. ч. mos — род. п. moris ← *moses; им. п. ед. ч. genus — род. п. genĕris ← *geneses), а окончание инфинитива настоящего времени действительного залога -se (сохранившееся в форме глагола esse) перешло в -re:
- orna-se → orna-re
- audi-se → audi-re[8].

Крайнюю дату завершения процесса даёт указание Цицерона на то, что Луций Папирий Красс, диктатор 340 и консул 336 до н. э., первым в роду «перестал носить имя Папизия», сменив его на «Папирий».
Вместе с этим происходит монофтонгизация дифтонгов, завершившаяся к середине II века до н. э.:
- ei → ē → ī (не позднее 150 г. до н. э.);
- eu → ou → ō → ū (doucere, вероятно, произносилось с [oː]/[uː]);
- ou → ū, этот ū произносился ещё в III веке до нашей эры (уже в эпитафии Сципиона читаем: Luciom, но ещё в классической латыни было слово robeus «красный» (только для масти коров), вероятно, заимствовано из сельского диалекта);
- в большинстве случаев также oi → ū.

Другие процессы той же эпохи:
- ai → ae (к началу II в. до н. э.)
- перестройка (примерно с середины III в. до н. э.) системы ударения, тогда как ранее силовое ударение падало на первый слог, а остальные слоги были краткие;
- ослабление и частичное исчезновение кратких гласных в не первых слогах;
- сокращение долгих гласных непосредственно перед краткими гласными;
- du → b (duenos → duonos → bonus «хорошо»; duis → bis «дважды»; duellom → bellum «война»);
- om, os в окончаниях → um, us (что привело к совпадению окончаний форм и. п. ед. ч. во II и IV склонениях, то есть у основ на о и u);
- отпало древнее индоевропейское окончание d в аблативе ед. ч. (puellād «от девушки» или campod «с поля», перешло в puellā и campō);
- кроме того, индоевропейское окончание -as в р. п. ед. ч. I склонения → -ai (по образцу других склонений) → ae; однако старая форма осталась в выражении pater familias, восходящем к XII таблицам;
- в спряжении глаголов 3 лица d → t (например, faced → facit);
- местный падеж c окончанием i, ранее широко распространённый, продолжил использоваться только в нескольких словах.

### Классическая латынь
Под «классической латынью» подразумевается литературный язык, достигший наибольшей выразительности и синтаксической стройности в прозаических сочинениях Цицерона (106—43 до н. э.) и Цезаря (100—44 до н. э.) и в поэтических произведениях Вергилия (70—19 до н. э.), Горация (65—8 до н. э.) и Овидия (43 до н. э. — 18 н. э.).
Время становления и расцвета классического латинского языка было связано с превращением Римской империи в крупнейшее государство Средиземноморья, подчинившее своей власти обширные территории на западе и юго-востоке Европы, в северной Африке и Малой Азии. В восточных провинциях римского государства (в Греции, Малой Азии, Сирии, Египте и Ливии), где ко времени завоевания их римлянами были широко распространены греческий язык и высокоразвитая греческая культура, латинский язык не получил большого распространения. Иначе обстояло дело в западном Средиземноморье.
После распространения римского гражданства на всех италийцев в 88 году до н. э. они стремительно ассимилировались с римлянами и уже к I веку н. э. перешли на латынь, забыв свои старые языки. Вместе с тем латинский язык распространялся в западных провинциях, куда он проникал с римскими солдатами и торговцами, а затем завоевал прочные позиции как язык городов и школ. Начиная со II века до н. э. латынь постепенно укоренилась в Испании, южной части Галлии (Прованс-Лангедок), Африке (территории нынешнего Туниса, Алжира и Марокко). После Галльских войн Цезаря (58—51 гг. до н. э.) латинский язык, вместе с римской властью, продвинулся в глубинные области Западной Европы, а после смерти Цезаря, при Августе, происходило завоевание и, соответственно, начало латинизации дунайских областей; наконец, в 43 г. н. э. римляне подчинили Британию. К концу существования Римской империи эти провинции были широко романизированы. Менее были задеты романизацией пограничные территории: прирейнские области (провинция Германия) и Британия. Жившие за Рейном германцы испытали сильное воздействие латинского языка, а посредством германцев некоторые латинские слова (как например rapum «репа», vīnum «вино») вошли и в праславянский язык.

### Постклассическая латынь
От классической латыни принято отличать язык римской художественной литературы так называемого постклассического периода, хронологически совпадающего с первыми двумя веками новой эры — так называемая «эпоха ранней империи». Она известна как эпоха «серебряной латыни» в противоположность «золотой латыни» эпохи Цицерона и Августа. Действительно, язык прозаических писателей и поэтов этого времени (Сенека, Тацит, Ювенал, Марциал, Апулей) отличается значительным своеобразием в выборе стилевых средств, но, так как выработавшиеся в течение предшествующих столетий нормы грамматического строя латинского языка не нарушаются, указанное деление латинского языка на классический и послеклассический имеет скорее литературоведческое, чем лингвистическое значение.

### Поздняя латынь
В качестве отдельного периода в истории латинского языка выделяется так называемая «поздняя латынь», хронологическими границами которой являются III—VI века — эпоха поздней империи и возникновения, после её падения, варварских государств. В этот период на латинском языке появилась первая христианская литература. В произведениях писателей этой поры — преимущественно историков и христианских богословов — находят место уже многие морфологические, лексические и синтаксические явления, подготавливающие переход к новым романским языкам. После арабского завоевания латинский язык сохранялся в Африке по оазисам как минимум до XII (а возможно и до XV—XVI) веков.

### Средневековая латынь
Средневековая, или христианизированная латынь — это, прежде всего, литургические (богослужебные) тексты — гимны, песнопения, молитвы. В конце IV века Иероним Стридонский перевёл всю Библию на латинский язык. Этот перевод, известный под названием «Вульгата», был признан равноценным оригиналу на католическом Тридентском соборе в XVI веке. С тех пор латинский, наряду с древнееврейским и древнегреческим, считается одним из священных языков Библии.

### Латынь в Новое время
Эпоха Возрождения оставила нам огромное количество научных трудов на латинском языке. Это медицинские трактаты медиков итальянской школы XVI века: «О строении человеческого тела» Андреаса Везалия (1543), «Анатомические наблюдения» Габриэля Фаллопия (1561), «Анатомические сочинения» Бартоломея Эустахио (1552), «О заразных болезнях и их лечении» Джироламо Фракасторо (1546) и другие. На латинском языке создал свою книгу «Мир чувственных вещей в картинках» («ORBIS SENSUALIUM PICTUS. Omnium rerum pictura et nomenclatura») педагог Ян Амос Коменский (1658), в которой с иллюстрациями описан весь мир, от неодушевлённой природы до устройства общества. По этой книге учились многие поколения детей из различных стран мира, а её последнее русское издание вышло в Москве в 1957 году.
Средневековая латынь достаточно далеко ушла от классических образцов, и в XIV веке в Италии началось движение за возвращение к образцовой латыни Цицерона, в противоположность латыни церкви и университетов, которую гуманисты презрительно именовали «кухонной латынью». Гуманисты активно говорили и писали на латинском языке; для примера достаточно назвать имена писавших на латинском языке Томаса Мора (1478—1535) в Англии, Эразма Роттердамского (1466—1536) — в Нидерландах, Томмазо Кампанеллы (1568—1639) — в Италии. Латинский язык остался в этот период важнейшим средством международного культурного и научного общения. В то же время, однако, Реформация, секуляризация культурной жизни и подобные явления всё более ограничивали употребление латыни, выдвигая на первый план новые национальные языки. В дипломатии латынь вытеснялась французским языком: Вестфальский мирный договор 1648 года был первым документом такого рода, написанным не на латыни.
Вплоть до XVIII века латинский язык оставался международным языком науки. В латинском переводе в 1503 году стал широко известен в Европе отчёт Америго Веспуччи об открытии Нового света; на латинском языке составлен первый документ в истории русско-китайских отношений — Нерчинский договор 1689 года. На латыни писали свои сочинения голландский философ Спиноза (1632—1677), английский учёный Ньютон (1643—1727), русский учёный Ломоносов (1711—1765) и многие другие. Тем не менее после Великой французской революции конца XVIII века университетское преподавание стало вестись не на латыни, а на других языках, что решительно подорвало статус латыни как основного языка науки. В конечном итоге в XIX веке латынь почти вышла из употребления; дольше всего она продержалась в филологии (особенно классической) и медицине. В XX веке она осталась по сути лишь языком католической церкви, но и в этом качестве была сильно потеснена во второй половине столетия, с разрешением служб на национальных языках. 
Латинский язык, наряду с древнегреческим, с давних пор до настоящего времени служит источником для образования международной общественно-политической и научной терминологии.

## Официальный язык государств
- До 1733 года — официальный язык королевства Англия[12]. Правительственные документы с 1066 года были написаны на латыни. Неофициальные документы начиная с XV века составлялись на английском языке. Временно, в период протектората (1653—1660), латинский язык был заменён на английский. После 1660 года он вновь стал официальным языком документов, хотя на деле многие документы писались на английском языке. В 1731 году был принят закон, сделавший английский официальным языком документов. Он вступил в силу в 1733 году и действовал до 1863 года.
- До 1781 года — язык преподавания в немецкоязычных государствах[13][неавторитетный источник]. В 1522 году Мартин Лютер (в Виттенберге) впервые издал Новый Завет, который был напечатан не на латинском, а на немецком языке. В 1523 году (в Альштедте) Мюнцер отменил католическое богослужение на латинском языке, заменив его на народный, немецкий язык (хотя в делопроизводстве и при дворе уже употреблялся саксонский (то есть немецкий) язык). В 1524 году появился первый немецкий песенный сборник, так называемый орфуртский «Еnchiridion» («Энхиридион»). Основным языком, на котором писались и печатались книги, был по-прежнему латинский, но к 1681 году (то есть к нововерхненемецкому периоду) количество книг на немецком языке уже было больше, чем на латыни. В 1781 году латинский язык обучения был заменён немецким языком[14].
- До 1784 года латинский — официальный язык преподавания в Пражском университете и гимназиях Чехии. В 1784 году он был заменён на немецкий язык. Самая ранняя литература Чехии отложилась именно на латинском языке. Произведения на чешском языке известны только со второй половины XIII века («Островская песнь» и «Кунгутина песнь»). В XVI веке, в период гуманизма, чешский язык стал равноправным языком науки, права, истории, однако латынь была всё ещё сильна[15]. C 1620 года (поражение на Белой Горе) чешский язык начать приходить в упадок и основными языками стали немецкий и латинский. Католическая литература существовала только на латыни. В 1784 году латинский язык преподавания в гимназиях и Пражском университете был заменён немецким. Последний был заменён в гимназиях на чешский лишь после революции 1848 года.
- Государственный язык Польши во времена Речи Посполитой (с конца XVI века государственным языком фактически был польский)[16].
- До 1844 года — официальный язык Венгерского королевства[17].
- До 1857 года — официальный язык в Испании[18][неавторитетный источник].
- До 1912 года — официальный язык высшего образования в Итальянском королевстве[19]. В Неаполитанском королевстве латынь — основной письменный язык и язык культуры в Средние века, а также язык высшего образования до середины XVIII века. Итальянский — основной письменный язык, а также язык судебных речей начиная с эпохи Саннаццаро (около 1500 г.) и основной язык культуры вместе с латинским. Французский — язык анжуйского двора с 1302 по 1442 год вместе с итальянским и неаполитанским. Испанский, вместе с итальянским и латинским письменными и неаполитанским разговорным, был языком арагонского королевского двора с 1442 по 1501 год, а затем — вице-королевского до 1713 г. С 1816 г. — язык Королевства обеих Сицилий, с 1861 г. — объединённого итальянского королевства. В 1912 г. правительство Италии официально узаконило переход высшей школы на итальянский язык, однако до настоящего времени латынь является обязательным предметом в средней школе и почти треть школьников изучают её на протяжении пяти лет[20].
- До 1809 года латинский — официальный язык трудов Императорской Академии наук в России[21], хотя диссертации по медицине продолжали печататься на латинском языке до 1860 года[22]. Преподавание в России в первой гимназии (существовала в 1726—1805 гг.) велось на латинском до 1747 года. При инспекторе Бакмейстере (1768—1777) в старшем классе было заведено университетское преподавание на латинском или немецком языке основ математики и естественных наук. В 1768 г. Екатерина II разрешила в Московском университете наряду с латинским преподавать на русском языке. До 1840-х годов латинский язык был языком преподавания в духовных семинариях. До 1870-х годов латинский язык был языком преподавания в Киевском университете. По состоянию на 1893 год, в Санкт-Петербургском историко-филологическом институте на латинском языке преподавал один иностранный учёный[23][24]. До 1917—1918 годов латинский язык преподавался во всех мужских гимназиях и духовных семинариях Российской империи[25][26].

## Место в международных отношениях
Первым общепринятым языком — по крайней мере, в Центральной и Западной Европе — являлся латинский язык. Можно сказать, что когда-то это был единственный язык, на котором умели писать в этом регионе. Когда французский, испанский, итальянский и английский языки развились до литературных форм, инструкции дипломатическим представителям стали составляться на языке страны посланника. Позже всего начали писать по-немецки. Латинским языком также пользовались в беседах между дипломатами, поскольку стороны не владели языком своего партнёра.
После латыни наиболее употребительным языком был французский. В конце XV века он стал придворным языком в Савойе и Нидерландах, а также языком императорского двора. Когда в 1508 году образовалась Камбрейская лига (Папа, Франция, Австрия, Испания), полномочия участников переговоров — как с французской, так и с имперской стороны — были написаны по-французски, но ратификационные грамоты составлены на латинском языке. Генрих VI Английский писал Карлу VII Французскому по-французски, и этим языком обычно пользовались как в письменных, так и в устных сношениях между этими двумя странами. В конце XVI века король Франции уже никому не писал по-латыни, кроме короля Польши, — таких успехов достигло распространение французского языка.
По крайней мере до XVI века международные соглашения заключались на латинском или французском языке, а английский, немецкий или итальянский использовались только в редких случаях.
Примеры использования латинского языка и иных языков при составлении договоров с германоязычными и иными странами:
- Вестфальские договоры (1648 г.) были составлены на латинском языке. Договор от 30 января 1648 г. между Испанией и Соединёнными провинциями, которым была признана независимость последних, был составлен на французском и нидерландском языках; но во всех сношениях между Францией и Священной Римской империей употреблялся латинский язык вплоть до Французской революции[30].
- Англо-датский договор от 11 июля 1670 г. был составлен на латинском языке, как и англо-голландский договор 1674 года, но Союзный договор 1677—1678 годов написан по-французски.
- Договор о Великом Союзе от 7 сентября 1701 г. написан по-латински, так же как и договор от 16 мая 1703 г. между Великобританией, Императором, Генеральными штатами, членами Великого союза и Португалией.
- В 1711 году королева Анна написала своим союзникам по-латински, и на латинском же языке были составлены полномочия, выданные её уполномоченным на Утрехтский конгресс. Однако на первом заседании конгресса в 1712 году требования Англии, так же как и требования Пруссии, Савойи и Генеральных штатов, были изложены на французском языке.
- Торговый договор между Англией и Францией от 11 апреля 1713 г. был заключён на латинском языке; некоторые приложения к нему написаны по-латыни и по-французски, а ратификация королевы составлена по-латински. Но свидетельство об обмене ратификациями составлено по-французски.
- Договоры Франции с Португалией, Пруссией, герцогом Савойским и Генеральными штатами, подписанные в тот же самый день (11 апреля 1713 г.), были изложены на французском языке. Около этого же времени Швеция и Голландия вели переписку на латинском языке, но Пётр Великий пользовался французским языком.
- Испания и Савойя 13 июля 1713 г. подписали мирный договор, написанный по-испански и по-французски, в то время как мирный договор от 7 сентября 1714 г., подписанный императором, империей и Францией, был составлен на латинском языке.
- Россия в своих договорах с Бранденбургом пользовалась немецким языком, а в сношениях с Австрией — в разных случаях немецким, латинским и французским, но примерно с середины XVIII века — всегда французским; в сношениях же с Англией — всегда французским начиная с 1715 г.[31]
- Мирный договор 1748 г. в Ахене между Великобританией, Голландией и Францией; Парижский договор 1763 г. между Великобританией, Францией и Испанией; Версальский договор 1783 г. между Великобританией и Францией составлены на французском языке с прибавлением к ним статьи о том, что употребление в мирном договоре французского языка не должно пониматься как умаление права договаривающихся сторон иметь экземпляры договора, написанные на других языках. С XIX века постепенно утверждается право британских дипломатических представителей пользоваться своим национальным языком для сношений с правительством, при котором они аккредитованы.

## Влияние на другие языки
Латинский язык в его народной (разговорной) разновидности — так называемая «вульгарная латынь» (в значении «народная») — явился языком-основой для новых национальных языков, объединяемых под общим названием «романских». К ним принадлежат: итальянский язык и множество его диалектов, которые возникли на Апеннинском полуострове в результате исторического изменения латинского языка; французский и окситанский языки, развившиеся в бывшей Галлии; испанский, каталанский, португальский, галисийский и мирандский — на Пиренейском полуострове; ретороманский — на территории римской колонии Реции (в части нынешней Швейцарии и в северо-восточной Италии); румынский — на территории римской провинции Дакии (современная Румыния), молдавский и некоторые другие восточно-романские языки Балканского полуострова. Особо следует отметить сардинский язык как наиболее близкий к классической латыни из всех современных романских языков.
При общности происхождения романских языков между ними в настоящее время имеются и значительные различия. Это объясняется тем, что латинский язык проникал на завоёванные территории на протяжении целого ряда веков, в течение которых сам он как язык-основа несколько видоизменялся и вступал в сложное взаимодействие с местными племенными языками и диалектами. Известный отпечаток на возникавшие родственные романские языки наложило также различие в исторической судьбе территорий, на которых они складывались в течение длительного времени.
Тем не менее все романские языки сохраняют в своей лексике, а также, хотя и в значительно меньшей степени, в морфологии латинские черты. Например, глагольная система французского языка представляет дальнейшее развитие форм глагола, намечавшееся уже в народной латыни. В период формирования французского литературного языка на него оказал сильное влияние латинский синтаксис, под воздействием которого сложились во французской грамматике правила согласования и последовательности времён, обособленные причастные конструкции, инфинитивные обороты.
Попытки римлян подчинить себе германские племена, неоднократно предпринимавшиеся на рубеже I века до н. э. и I века н. э., не имели успеха, но экономические связи римлян с германцами существовали длительное время; они шли преимущественно через римские колонии-гарнизоны, расположенные вдоль Рейна и Дуная. Об этом напоминают названия немецких городов: Кёльн (нем. Köln — от лат. colonia «поселение»), Кобленц (нем. Koblenz — от лат. confluentes, дословно — «стекающиеся», так как Кобленц расположен у стечения Мозеля и Рейна), Регенсбург (нем. Regensburg — от лат. regina castra), Вена (от лат. vindobona) и др.
На Британских островах наиболее древними следами латинского языка являются названия городов с составной частью -chester, -caster или -castle — от лат. castra «военный лагерь» и castellum «укрепление», foss- — от лат. fossa «ров», col(n) — от лат. colonia «поселение»: Манчестер (англ. Manchester), Ланкастер (англ. Lancaster), Ньюкасл (англ. Newcastle), Фосбрук (англ. Fossebrook), Линкольн (англ. Lincoln), Колчестер (англ. Colchester). Завоевание Британии в V—VI веках германскими племенами англов, саксов и ютов увеличило число латинских заимствований, усвоенных британскими племенами, за счёт слов, уже воспринятых германцами от римлян.
Значение латинского языка для постепенного и длительного становления новых западноевропейских языков сохранилось и после падения Западной Римской империи (традиционная дата — 476 год). Латинский язык продолжал оставаться языком государства и школы в раннефеодальном Франкском королевстве, образованном в конце V века и поглотившем значительную часть территории Западной Римской империи; франкское государство, ставшее империей (Карл Великий принял в 800 году титул императора), распалось в 843 году на самостоятельные государства Западной Европы — королевства Италию, Францию и Германию. Отсутствие в этих государствах в течение нескольких столетий национальных литературных языков заставляло прибегать в сношениях между ними к помощи латинского языка. На протяжении всех Средних веков и позже латинский язык являлся языком католической церкви. Одновременно, латынь была языком науки и университетского преподавания, а также основным предметом школьного преподавания. Наконец, она была языком юриспруденции, и даже в тех странах, где уже в Средневековье осуществился переход законодательства на национальные языки (как например во Франции), изучение римского права и его рецепция были важнейшей составной частью юриспруденции. Отсюда широкое проникновение латинской лексики в новоевропейские языки — прежде всего, в качестве научной, богословской, юридической и вообще абстрактной терминологии.
В России до XVIII века как источник терминологии использовался церковнославянский и (в меньшей степени) греческий язык; однако начиная с времён Петра I начинается усиленное проникновение латинской лексики и в русский язык, в меньшей степени — непосредственно, в большей — через новоевропейские языки. Следует отметить, впрочем, что в самом древнерусском языке есть несколько очень ранних заимствований из латыни: частью — непосредственно, частью — через посредство греческого («баня», «палата», «мята», «черешня», «поганый»).
На английский язык латинская лексика оказала существенное влияние через французский вследствие завоевания Англии в XI веке нормандцами. Много заимствований было принято английским языком в эпоху Возрождения и непосредственно из латинского.

## Лингвистическая характеристика

### Фонетика и фонология
Существует два вида произношения фонем латинского языка: традиционное и классическое. Различия между ними, в основном, заключаются в том, что традиционное произношение сохраняет возникшие в поздней латыни варианты ряда фонем, тогда как классическое старается устранять их.
Помимо изменений, вызванных историческим развитием самого языка, на традиционное произношение в течение многих веков оказывали влияние фонетические процессы, происходившие в развивающихся западноевропейских языках, что привело к возникновению в разных странах различий в чтении текстов на латинском языке.

#### Согласные[38]
|                             |                             | Губно-губные | Губно-зубные | Зубные | Нёбные | Задненёбные   | Задненёбные | Горловые |
| Простые                     | Огуб- лённые                | Губно-губные | Губно-зубные | Зубные | Нёбные |               |             | Горловые |
| --------------------------- | --------------------------- | ------------ | ------------ | ------ | ------ | ------------- | ----------- | -------- |
| Взрывные                    | Звонкие                     | B /b/        |              | D /d/  |        | G /ɡ/         |             |          |
| Взрывные                    | Глухие                      | P /p/        |              | T /t/  |        | C или K /k/ 1 | QV /kʷ/     |          |
| Фрикативные                 | Звонкие                     |              |              | Z /z/² |        |               |             |          |
| Фрикативные                 | Глухие                      |              | F /f/        | S /s/  |        |               |             | H /h/    |
| Носовые                     | Носовые                     | M /m/        |              | N /n/  |        | G/N [ŋ]³      |             |          |
| Ротические                  | Ротические                  |              |              | R /r/4 |        |               |             |          |
| Аппроксиманты (полугласные) | Аппроксиманты (полугласные) |              |              | L /l/5 | I /j/6 |               | V /w/6      |          |

1. в ранней латыни буква K регулярно писалась перед A, но в классическое время сохранилась лишь в очень ограниченном наборе слов; она была архаичной уже в классический период и сохраняется, например, в сокращениях слова Kalendae [kalende], которое означает первый день каждого месяца (отсюда слово «календарь»): K. или Kal[38];
2. /z/ в классической латыни является «импортной фонемой»; буква Z использовалась в греческих заимствованиях[38] на месте дзеты (Ζζ), которая, как предполагается, ко времени её включения в латинский алфавит обозначала звук [z]; между гласными этот звук мог быть удвоенным, то есть [zz];
3. перед велярными согласными /n/ ассимилировалась по месту артикуляции в [ŋ], как в слове quinque ['kʷiŋkʷe]; кроме того, G обозначало велярный носовой звук [ŋ] перед N (agnus: ['aŋnus]);
4. латинское R обозначало либо альвеолярный дрожащий звук [r], как испанское RR, либо альвеолярный одноударный [ɾ], подобно испанскому R не в начале слова;
5. предполагается, что фонема /l/ имела два аллофона; согласно Allen (Chapter 1, Section v), это был веляризованный альвеолярный боковой аппроксимант [ɫ] или альвеолярный боковой аппроксимант [l];
6. V и I могли обозначать как гласные, так и полугласные фонемы (/ī/ /i/ /j/ /ū/ /u/ /w/).

- PH, TH, и CH использовались в греческих заимствованиях на месте фи (Φφ /pʰ/), теты (Θθ /tʰ/) и хи (Χχ /kʰ/), соответственно. В латинском языке не было придыхательных согласных, поэтому эти диграфы чаще всего читались как /p/ (позже — /f/), /t/, и /k/ (позже — /х/[39]). Исключение составляли наиболее образованные люди, хорошо знакомые с греческим языком.
- Буква X обозначала сочетание согласных /ks/.
- Удвоенные согласные обозначались удвоенными буквами (BB /bː/, CC /kː/ и т. д.). В латыни долгота звуков имела смыслоразличительное значение: например, anus /ˈanus/ («старуха») и ānus /ˈaːnus/ («кольцо, анус») и annus /ˈanːus/ («год»). В ранней латыни двойные согласные писались как одинарные; во II веке до н. э. их начали обозначать в книгах (но не в надписях) с помощью серповидного диакритического знака, известного как «сицилиус». Позже стали писать привычные нам двойные согласные.
- Фонема /j/ встречается в начале слов перед гласной или в середине слов между гласными; во втором случае она удваивается в произношении (но не на письме): iūs /juːs/, cuius /ˈkujjus/. Поскольку такой удвоенный согласный делает предшествующий слог долгим, то в словарях предшествующая гласная отмечается макроном как долгая, хотя в действительности эта гласная обычно краткая. Слова с приставками и составные слова сохраняют /j/ в начале второго элемента слова: adiectīuum /adjekˈtiːwum/.
- По всей видимости, к концу классического периода /m/ в конце слов произносилось слабо, либо глухо, либо лишь в виде назализации и удлинения предшествующего гласного. Например, decem («10») должно было произноситься [ˈdekẽː]. В поддержку этой гипотезы указывают не только ритмы латинской поэзии, но и то, что во всех романских языках конечное M было потеряно. Для упрощения, а также ввиду неполной доказанности этой гипотезы, M обычно считается всегда изображающей фонему /m/.

#### Гласные[38]
|                  | передний ряд | передний ряд | средний ряд | средний ряд | задний ряд | задний ряд |
| долгие           | краткие      | долгие       | краткие     | долгие      | краткие    |            |
| ---------------- | ------------ | ------------ | ----------- | ----------- | ---------- | ---------- |
| верхнего подъёма | I /iː/       | I /ɪ/        |             |             | V /uː/     | V /ʊ/      |
| среднего подъёма | E /eː/       | E /ɛ/        |             |             | O /oː/     | O /ɔ/      |
| нижнего подъёма  |              |              | A /aː/      | A /a/       |            |            |

- Каждая гласная буква (возможно, за исключением Y) обозначает, по меньшей мере, две разные фонемы: долгий и краткий гласный. A может обозначать либо краткое /a/, либо долгое /aː/; E может обозначать либо /ɛ/, либо /eː/ и т. д.
- Y использовалась в греческих заимствованиях[38] на месте буквы ипсилон (Υυ /ʏ/). В латыни изначально не было огублённых гласных переднего ряда, поэтому если римлянин не умел произносить этот греческий звук, то он читал ипсилон как /ʊ/ (в архаичной латыни) или как /ɪ/ (в классической и поздней латыни).
- AE, OE, AV, EI, EV были дифтонгами: AE = /ae̯/, OE = /ɔe̯/, AV = /aʊ/, EI = /eɪ/ и EV = /ɛʊ/. AE и OE в архаичной латыни были дифтонгами /aɪ/ и /ɔɪ/, соответственно; в послереспубликанский период они стали монофтонгами /ɛː/ и /eː/.

#### Долгота гласных и согласных
В латинском языке долгота гласных и согласных имела смыслоразличительное значение. Долгота согласных обозначалась их удвоением, однако долгие и краткие гласные в стандартном письме не различались.
Тем не менее были попытки ввести различение и для гласных. Иногда долгие гласные обозначались удвоенными буквами (эту систему связывают с древнеримским поэтом Акцием (Accius)); существовал также способ помечать долгие гласные с помощью «апекса» — диакритического значка, похожего на акут (буква I в этом случае просто увеличивалась в высоту).
В современных изданиях при необходимости обозначить долготу гласных над долгими гласными ставят макрон (ā, ē, ī, ō, ū), а над краткими — бреве (ă, ĕ, ĭ, ŏ, ŭ).

#### Ударение
Ударение в латинском языке обычно не падает на последний слог, поэтому в двусложных словах оно приходится на первый слог. Если слогов в слове больше двух, то ударение падает на предпоследний слог, если он долгий, и на третий с конца слог, если предпоследний слог краткий. Например: fí-li-a (слог li открытый и после него стоит гласная, поэтому он краток), fe-nés-tra (слог nes долгий, потому что он закрытый):20.

### Морфология
Латинский язык, как и русский, является преимущественно синтетическим. Это означает, что грамматические категории выражаются словоизменением (склонение, спряжение), а не служебными словами. В латинском языке имеются имена существительные (лат. Nomen Substantivum), числительные и местоимения, склоняемые по падежам, лицам, числам и родам; имена прилагательные, кроме перечисленного, изменяемые по степеням сравнения; глаголы, спрягаемые по временам и залогам; супин — отглагольное существительное; наречия, предлоги и союзы.

#### Имя существительное
В латинском языке насчитывается 6 падежей:
- именительный (номинатив, nominativus);
- родительный (генетив, genetivus);
- дательный (датив, dativus);
- винительный (аккузатив, accusativus);
- отложительный (аблатив, ablativus);
- звательный (вокатив, vocativus).

Три рода, которые делятся на 5 склонений:
- мужской (genus masculinum);
- женский (genus femininum);
- средний (genus neutrum).

#### Глагол
Глаголы латинского языка имеют 6 временных форм, 3 наклонения, 2 залога, 2 числа и 3 лица.

##### Спряжение
Имеется 4 спряжения; вид спряжения определяется по последнему гласному, стоящему перед окончанием инфинитива -re:
- -are — первое спряжение;
- -ēre (с долгим звуком) — второе спряжение;
- -ĕre (с кратким звуком) — третье спряжение (делится на «3-a спряжение» и «3-b спряжение»);
- -ire — четвёртое спряжение.

Стандартная схема спряжения латинского глагола — отрезается окончание инфинитива -re и добавляется окончание, указывающее на лицо:
- -o — 1 л. ед. ч.,
- -s — 2 л. ед. ч.,
- -t — 3 л. ед. ч.,
- -mus — 1 л. мн. ч.,
- -tis — 2 л. мн. ч.,
- -nt — 3 л. мн. ч.

1) У глаголов первого спряжения -a перед окончанием 1 л. ед. ч. -o выпадает:
| Лицо и число | Форма  |
| ------------ | ------ |
| 1 л. ед. ч.  | Amo    |
| 2 л. ед. ч.  | Amas   |
| 3 л. ед. ч.  | Amat   |
| 1 л. мн. ч.  | Amamus |
| 2 л. мн. ч.  | Amatis |
| 3 л. мн. ч.  | Amant  |

2) Глаголы второго спряжения спрягаются без каких-либо отклонений от стандартной схемы.
3) В глаголах третьего спряжения -ĕre заменяется на -o, -is, -it, -imus, -itis, -unt («3-a») или -io, -is, -it, -imus, -itis, -iunt («3-b»), то есть появляются так называемые соединительные гласные; глаголов «3-b» спряжения, по сравнению другими, очень мало.
4) У глаголов четвёртого спряжения в 3 л. мн. ч. в окончании дополнительно появляется -u:
| Лицо и число | Форма   |
| ------------ | ------- |
| 1 л. ед. ч.  | Audio   |
| 2 л. ед. ч.  | Audis   |
| 3 л. ед. ч.  | Audit   |
| 1 л. мн. ч.  | Audimus |
| 2 л. мн. ч.  | Auditis |
| 3 л. мн. ч.  | Audiunt |

##### Время
Времена латинского глагола:
- настоящее время (praesens);
- прошедшее время несовершенного вида (imperfectum);
- прошедшее время совершенного вида (perfectum);
- плюсквамперфект, или предпрошедшее время (plusquamperfectum);
- будущее время, или будущее первое (futurum primum);
- предбудущее время, или будущее второе (futurum secundum).

##### Наклонение
- Изъявительное (modus indicativus);
- повелительное (modus imperativus);
- сослагательное (modus conjunctivus).

##### Залог
- Действительный (activum);
- страдательный (passivum).

##### Число
- Единственное (singularis);
- множественное (pluralis).

##### Лицо
- Первое (persona prima);
- второе (persona secunda);
- третье (persona tertia).

### Синтаксис
Как и в русском языке, в латинском простое предложение чаще всего состоит из подлежащего и сказуемого, причём подлежащее стоит в именительном падеже. Местоимение в качестве подлежащего используется крайне редко, так как обычно оно уже заключено в личной форме сказуемого. Сказуемое же может быть выражено глаголом, именной частью речи или именной частью речи со вспомогательным глаголом.
Благодаря синтетическому строю латинского языка и, как следствие, богатой системе склонений и спряжений, порядок слов в предложении не носит решающего значения. Тем не менее, как правило, подлежащее ставится в начале предложения, сказуемое — в конце, прямое дополнение — перед управляющим глаголом, то есть сказуемым.
При построении предложений употребляются следующие обороты:
- Accusativus cum infinitivo («винительный с неопределённым») — употребляется с глаголами речи, мысли, чувственного восприятия, волеизъявления и некоторых других случаях и переводится как придаточное предложение, где часть, стоящая в винительном падеже, становится подлежащим, а инфинитив — сказуемым в согласованной с подлежащим форме;
- Nominativus cum infinitivo («именительный с неопределённым») — имеет ту же структуру, что и предыдущий оборот, однако со сказуемым, стоящем в пассивном залоге; при переводе сказуемое передаётся активной формой 3-го лица множественного числа с неопределённо-личным значением, а сам оборот — придаточным предложением.

Придаточные предложения с союзом cum historicum, как правило, являются придаточными предложениями времени, переводимыми с союзом «когда».

## Стилистические особенности литургической латыни
Поскольку на древнегреческом языке были написаны книги Нового Завета, в первые десятилетия христианства он оставался основным языком богослужения в Риме; однако при папе Викторе I (189—199) здесь был осуществлён переход на латынь. Для христианской латыни характерно заимствование большого количества греческой и, отчасти, древнееврейской лексики, наличие неологизмов, большое влияние разговорного, с точки зрения античной традиции, стиля. В то же время, непосредственно в богослужебных текстах используются многие слова собственно латинского происхождения и языковые конструкции, уже ко времени составления этих текстов являвшиеся архаическими, что превращает литургическую латынь в сакральный язык, отличный от разговорного (например, вместо более распространённого в разговорной речи христиан глагола oro «молюсь» употребляется древнее precor; вместо греческого слова episcopus — традиционные официальные римские термины pontifex и antistes; вместо греческого presbyter — римское praesul). Торжественный стиль богослужебной латыни, весьма отличный от разговорного, представляет собой гармоничное сочетание библейского и древнеримского слога.

## Латинский язык в биологии
Латинский язык в биологии можно рассматривать как самостоятельный научный язык, произошедший от латинского языка эпохи Возрождения, но обогащённый множеством слов, заимствованных из древнегреческого и других языков. Кроме того, многие слова латинского языка употребляются в биологических текстах в новом, специальном смысле. Грамматика в латинском биологическом языке заметно упрощена. Алфавит дополнен: в отличие от классической латыни, используются буквы J, U, W.
Современные Кодексы биологической номенклатуры требуют, чтобы научные названия живых организмов были по форме латинскими, то есть были написаны буквами латинского алфавита и подчинялись правилам латинской грамматики, вне зависимости от того, из какого языка они заимствованы.